# 1941 (film)
1941 este un film american din 1979 regizat de Steven Spielberg. Scenariul este scris de  Robert Zemeckis și Bob Gale. Rolurile principale au fost interpretate de actorii Dan Aykroyd, Ned Beatty, John Belushi, John Candy, Christopher Lee, Toshiro Mifune și Robert Stack.
Este distribuit de Universal Pictures în America de Nord și de Columbia Pictures în toată lumea. 

## Prezentare
Povestea filmului are loc pe coastele Californiei, în zona Los Angelesului după atacul de la Pearl Harbor din decembrie 1941. Panica e pe cale să cuprindă locuitorii care se așteaptă la o invazie.

## Distribuție
- Dan Aykroyd  - Motor Sergeant Frank Tree
- Ned Beatty - Ward Douglas
- John Belushi  -Captain "Wild" Bill Kelso
- Lorraine Gary - Joan Douglas
- Murray Hamilton -  Claude Crumn
- Christopher Lee - Captain Wolfgang von Kleinschmidt
- Tim Matheson - Captain Loomis Birkhead
- Toshirō Mifune - Commander Akiro Mitamura
- Warren Oates - Colonel "Madman" Maddox
- Robert Stack - Major General Joseph W. Stilwell
- Treat Williams - Corporal Chuck Sitarski
- Nancy Allen - Donna Stratton
- Eddie Deezen - Herbie Kazlminsky
- Bobby Di Cicco - Wally Stephens
- Dianne Kay - Betty Douglas
- Slim Pickens - Hollis P. Wood
- Wendie Jo Sperber - Maxine Dexheimer
- John Candy - Private First Class Foley
- Perry Lang - Dennis DeSoto
- Patti LuPone - Lydia Hedberg
- Frank McRae - Pvt. Ogden Johnson Jones
- Michael McKean - Willy
- David Lander - Joe
- Audrey Landers - USO Girl
- Joe Flaherty - Raoul Lipschitz
- Ignatius Wolfington - s Meyer Mishkin
- Lucille Benson - Gas Mama
- Elisha Cook Jr. - The Patron

## Producție
Filmul este dedicat supervizorului de scenarii de la Universal Studios, Charlsie Bryant.